# السينما في شرق آسيا

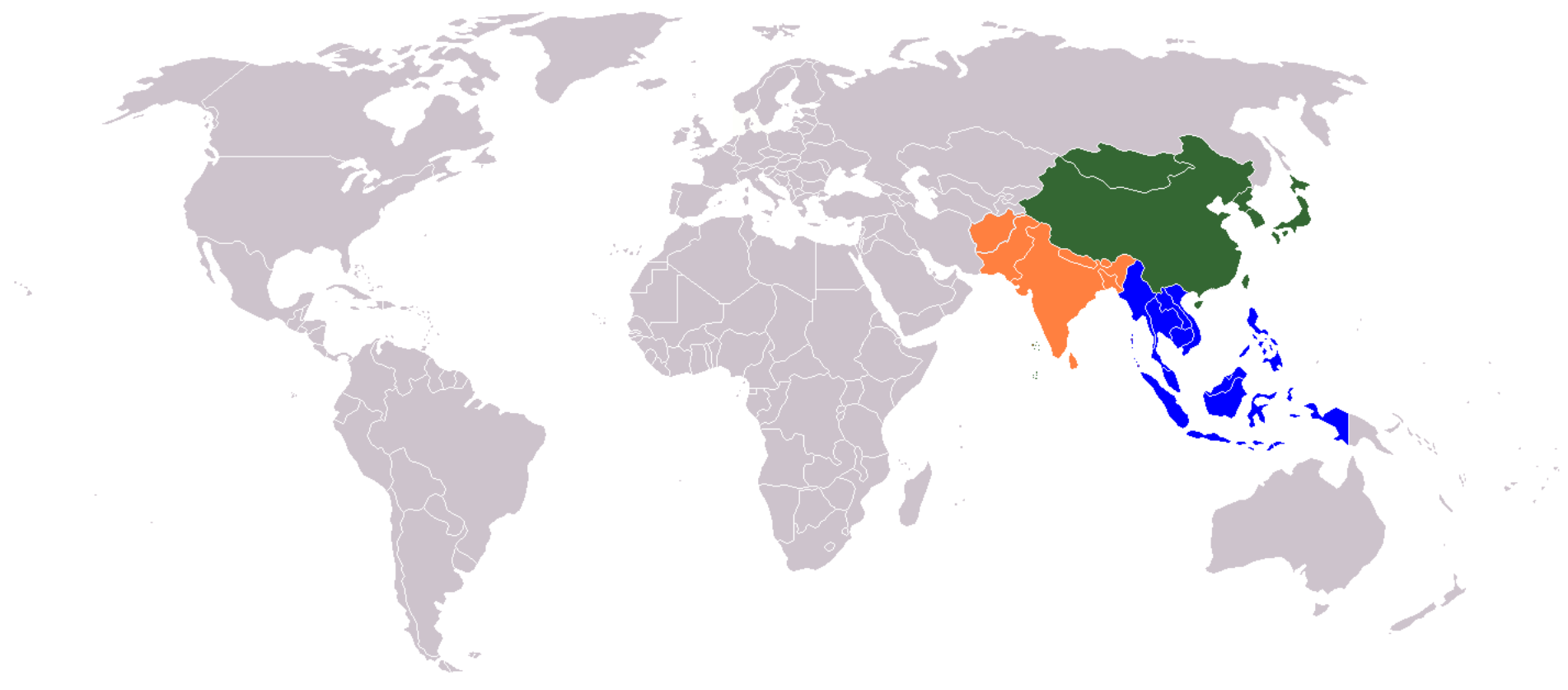

تشير سينما شرق آسيا إلى صناعة السينما، من إنتاج وإخراج الأفلام في شرق آسيا أو من قبل مواطنيها. وتشمل الأفلام المنتجة في السينما الصينية ( بما فيها سينما الصين القارية ، سينما هونغ كونغ ، السينما التايوانية )، من كوريا ( كوريا الشمالية ، كوريا الجنوبية )، ومجموعة سينمائية واسعة ومتنوعة من اليابان و منغوليا.